# نوک‌سرخ دم‌سفید

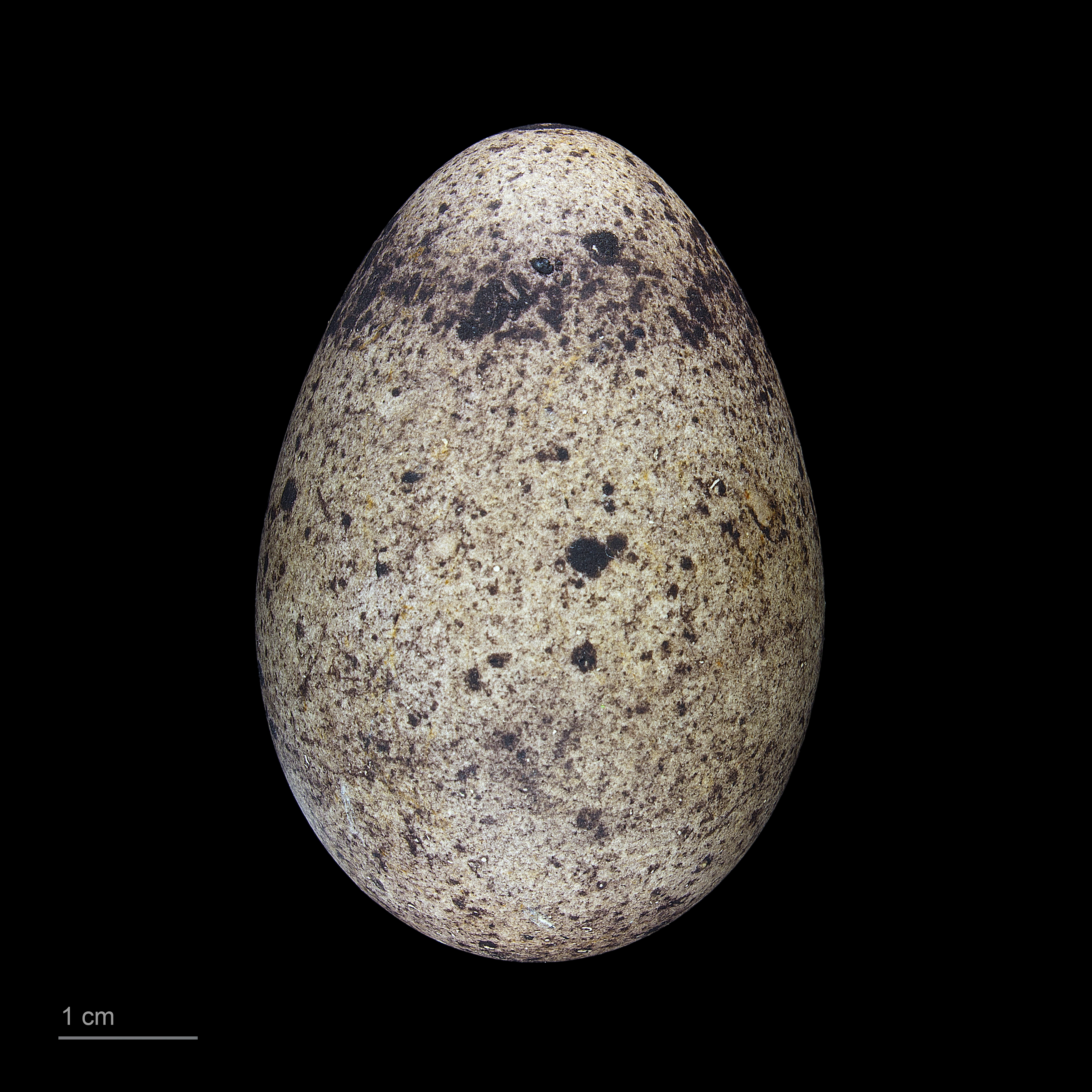
Phaethon lepturus

 نوک‌سرخ دم‌سفید(نام علمی: Phaethon lepturus) نام یک گونه از سرده نوک‌سرخیان است.